# A*P*E
A*P*E és una pel·lícula dirigida el 1976 per Paul Leder, amb Joanna Kerns (Marilyn Baker). La RKO Pictures, que trobava que A*P*E començava de manera seriosa a envair el seu King Kong, va aconseguir del tribunal suprem que la menció amb grans lletres «no confondre amb King Kong» s'afegís en els cartells americans. S'ha inclòs en la llista de pel·lícules considerades de les pitjors.

## Argument
Un monstruós goril·la de deu metres d'altura apareix en una illa tropical del Pacífic i s'enamora d'una bella actriu...

## Repartiment
- Rod Arrants
- Joanna Kerns
- Alex Nicol
- Nak-hun Lee
- Yeon-jeong Woo
- Jerry Harke
- Larry Chandler
- Walt Myers
- J.J. Gould
- Charles Johnson
- Paul Leder
- Choi Sung Kwan
- Bob Kurcz

## Producció
La pel·lícula va ser una producció que se suposava que s'aprofitaria de l'estrena futura de King Kong. Uns quants elements de la trama, com la relació d'un goril·la gegant amb una actriu americana, estan agafats essencialment de la història de King Kong. De fet quan la pel·lícula es va anunciar, s'hi van referir com el Nou King Kong en el seu pòster Quan la RKO ho va veure, van engegar un plet per 1,5 milions de dòlars contra la companyia.
Arran del plet, el títol es va canviar per A*P*E i el subtítol per no ser confosa amb King Kong es va afegir als cartells als cinemes i al tràiler de pel·lícula. Tanmateix la companyia podia fer servir el nom de King Kong no solament a Corea del Sud sinó també en alguns mercats internacionals on es coneixia com a Super King Kong i King Kong Returns respectivament.
El títol de la pel·lícula A*P*E romania per a (Attacking Primate MonstEr) i parodiava de l'acrònim de M*A*S*H, demostrant que on es va produir aquesta pel·lícula va ser a Corea.
La pel·lícula oposava el gegant simi del títol contra un gran tauró blanc, una picada d'ull a Jaws, estrenada un any abans. Una coberta famosa de Famous Monsters of Filmland reproduïa aquesta escena.
La pel·lícula va arribar a les pantalles dels Estats Units l'octubre de 1976, dos mesos abans de King Kong.